# Chiletricha penae
Chiletricha penae är en tvåvingeart som beskrevs av Chandler 2002. Chiletricha penae ingår i släktet Chiletricha och familjen Rangomaramidae. Inga underarter finns listade i Catalogue of Life.